# ACM Slovenija
Društvo ACM Slovenija je slovenska podružnica ACM (Association for Computing Machinery), največjega računalniškega združenja na svetu. ACM podeljuje Turingovo nagrado, ekvivalent Nobelove nagrade v računalništvu.
ACM Slovenija vodi organizacijo državnih računalniških tekmovanj in sicer mednarodnega tekmovanja v informacijski in računalniški pismenosti Bober, tekmovanja ACM iz računalništva in informatike za srednješolce RTK ter Univerzitetnega programerskega maratona.
Društvo sodeluje tudi pri mednarodni reviji Informatica, multikonferenci Informacijska družba ter Računalniškem slovarčku.
Društvo sta leta 2001 ustanovila predsednik prof. dr. Boštjan Vilfan in tajnik prof. dr. Matjaž Gams.
Sedanji predsednik je prof. dr. Andrej Brodnik (5.11.2013).